# Komarowo (obwód grodzieński)
Komarowo (biał. Камарова, Kamarowa; ros. Комарово, Komarowo) – dawny chutor na Białorusi, w obwodzie grodzieńskim, rejonie wołkowyskim, w sielsowiecie Wołpa.

## Historia
W czasach XIX wieku osada Komarowo znajdowała się w granicach Imperium Rosyjskiego, w guberni grodzieńskiej. W latach 1921–1939 ówczesny folwark leżał w Polsce, w województwie białostockim, w powiecie grodzieńskim, w gminie Wołpa.
Według Powszechnego Spisu Ludności z 1921 roku zamieszkiwało tu 14 osób, wszystkie były wyznania prawosławnego i zadeklarowały polską przynależność narodową. Był tu 1 budynek mieszkalny.
Miejscowość należała do parafii rzymskokatolickiej w Piaskach. Podlegała pod Sąd Grodzki w Skidlu i Okręgowy w Grodnie; właściwy urząd pocztowy mieścił się w Wołpie.
W wyniku napaści ZSRR na Polskę we wrześniu 1939 miejscowość znalazła się pod okupacją sowiecką. 2 listopada została włączona do Białoruskiej SRR. 4 grudnia 1939 włączona do nowo utworzonego obwodu białostockiego. Od czerwca 1941 roku pod okupacją niemiecką. 22 lipca 1941 r. włączona w skład okręgu białostockiego III Rzeszy. W 1944 miejscowość została ponownie zajęta przez wojska sowieckie i włączona do obwodu grodzieńskiego Białoruskiej SRR.
Od 1991 wchodzi w skład Białorusi.